# Kolgoejev
Kolgoejev (Russisch: Колгуев) is een Russisch eiland in de Barentszzee, behorend tot het autonome district Nenetsië. Het eiland heeft een ronde vorm en meet ongeveer 100 bij 100 km, de afstand tot het vasteland bedraagt 75 km. De enige nederzetting van betekenis is Boegrino, gelegen in het zuiden van het eiland. De langste rivier is de Pestsjanka. Het eiland heeft een poolklimaat, toendrabegroeiing en een groot aantal meren en moerassen. De bevolking bestaat uit ongeveer 200 mensen, voornamelijk Nenetsen (Samojeden), die zich hoofdzakelijk met het houden van rendieren bezighouden. Daarnaast wordt er op Kolgoejev ook aardolie gewonnen. De zee ten oosten van het eiland wordt ook wel aangeduid als Petsjorazee.